# Kniha tří znaků
Kniha tří znaků (čínsky v českém přepisu San-c’-ťing, pchin-jinem Sānzìjīng, znaky zjednodušené 三字经, tradiční 三字經) je čínská čítanka ze 13. století. Jejím autorem je nejspíše učenec a státník Wang Jing-lin. Je sestavena se střídavě rýmovaných tříznakových veršů. S Textem o tisíci znacích a knihou Sto rodinných jmen patřila mezi nejpopulárnější čínské slabikáře.

## Historie
Kniha tří znaků je připisována čínskému sungskému filozofu a učenci Wang Jing-linovi (王應麟, 1223–1296). Je to soubor střídavě rýmovaných tříznakových veršů. Verše jsou seskupeny do čtyřverší, Celkem má 1068 znaků v 356 verších, plus tři znaky nadpisu. V souladu s neokonfuciánskou filozofií čítanka začíná Menciovou tezí o vrozeně dobré lidské přirozenosti, načež různými způsoby dokazuje důležitost a nutnost učení se. Poté uvádí nejdůležitější znalosti různých oborů, od přírodní filozofie a aritmetiky po etiku a historii.
Kniha sloužila jako slabikář pro výuku čínského písma. S Textem o tisíci znacích a Sto rodinných jmen tvořila do 20. století triádu „Tři, sto, tisíc“ nejrozšířenějších čínských slabikářů. Na Tchaj-wanu i pevninské Číně je při výuce předškoláků i žáků prvních tříd používána i v 21. století, žáci se jí učí nazpamět a sborově ji recitují.